# Simone Kuhn
Pour les articles homonymes, voir Kuhn.
Simone Kuhn, née le 2 septembre 1980 à Nesslau, est une joueuse de beach-volley suisse, désormais retraitée. Elle a notamment été Championne d'Europe de sa discipline en 2004.

## Biographie
Simone Kuhn entre sur le circuit international en 2000. Elle est vice-championne d'Europe en 2001 et championne d'Europe en 2004 avec Nicole Schnyder-Benoit. Elle participe aux Jeux olympiques d'été de 2004 avec Nicole Schnyder et aux Jeux olympiques d'été de 2008 avec Lea Schwer et est éliminée les deux fois en phase de groupe. En 2009, elle est médaillée de bronze aux Championnats d'Europe avec Nadine Zumkehr.
En juin 2012, elle remporte le Grand Chelem de Rome avec Nadine Zumkehr, battant en finale le duo allemand Goller-Ludwig. Elle participe pour la troisième fois aux Jeux olympiques, où elle est éliminée en huitième de finale, toujours avec Zumkehr.
Pendant sa carrière, elle est aussi neuf fois championne de Suisse et deux fois titrée et deux fois deuxième en World Tour. Elle prend sa retraite sportive en septembre 2012, quelques jours après avoir fêté son 32e anniversaire.

## Palmarès

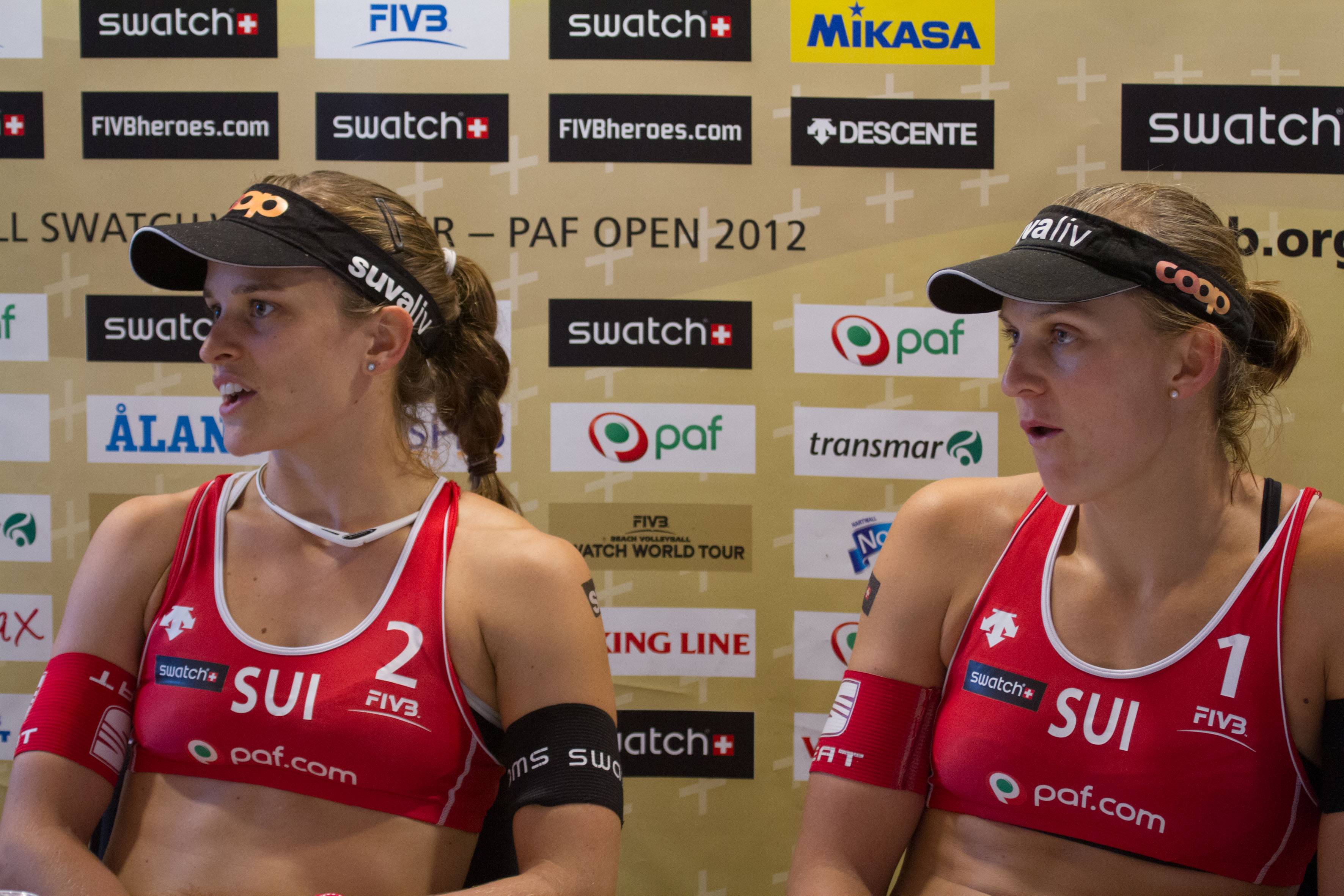
Nadine Zumkehr et Simone Kuhn (à droite) en 2012

### Jeux olympiques d'été
- 9e en 2012 à Londres avec Nadine Zumkehr

### Championnats d'Europe
- Médaille d'or en 2004 à Timmendorfer Strand avec Nicole Schnyder-Benoit
- Médaille d'argent en 2001 à Jesolo avec Nicole Schnyder-Benoit
- Médaille de bronze en 2009 à Sotchi avec Nadine Zumkehr